# Casa Clascar
La Casa Clascar és una obra de Vilafranca del Penedès (Alt Penedès) protegida com a Bé Cultural d'Interès Local.

## Descripció
Es tracta d'un edifici entre mitgeres amb pati i jardí posterior destinat a ús unifamiliar.
L'immoble és de planta rectangular i consta de dues crugies laterals perpendiculars a façana i una central paral·lela. Es compon de semisoterrani, planta baixa, planta principal i golfa. La coberta és a dues vessants, d'aquesta en sobresurt la caixa d'escala adossada a la mitgera. Trobem una escala de tres trams fins a la primera planta, d'accés des del vestíbul. Hi ha dues escales secundàries, una des de la planta primera d'accés a la golfa i l'altra a la planta baixa.
Les parets de càrrega són de paredat comú i totxo. Els forjats són de biga de fusta i revoltó ceràmic. La coberta és de teula àrab sobre estructura de bigues de fusta, llata i rajola. Les escales són de volta a la catalana.
La façana es compon sobre eixos verticals. La planta baixa té un portal d'arc rebaixat flanquejat per una finestra amb reixa de ferro forjat i per un balcó ampitador al costat del qual hi ha dues obertures transformades. El pis principal té dos balcons centrals d'obertura d'arc rebaixat i dos balcons ampitadors laterals. Trobem tres ulls de bou el·líptics. El coronament és un ràfec amb imbricacions.